# Электродный потенциал
Электро́дный потенциа́л — ЭДС электрода, составленного из данного элемента и стандартного водородного электрода, электродный потенциал которого принят равным нулю. При этом знак электродного потенциала считают отрицательным, если в таком гальваническом элементе испытуемый электрод является катодом, и положительным, если испытуемый электрод является анодом. Иногда электродный потенциал определяют как «разность потенциалов на границе электрод — раствор», то есть считают его тождественным потенциалу ЭДС, что не вполне правильно (хотя эти величины взаимосвязаны).
Возникновение электродного потенциала обусловлено переносом заряженных частиц через границу раздела фаз, специфической адсорбцией ионов, а при наличии полярных молекул (в том числе молекул растворителя) — ориентационной адсорбцией их. Величина электродного потенциала в неравновесном состоянии зависит как от природы и состава контактирующих фаз, так и от кинетических закономерностей электродных реакций на границе раздела фаз.
Равновесное значение скачка потенциалов на границе раздела электрод/раствор определяется исключительно особенностями электродной реакции и не зависит от природы электрода и адсорбции на нём поверхностно-активных веществ. Эту абсолютную разность потенциалов между точками, находящимися в двух разных фазах, нельзя измерить экспериментально или рассчитать теоретически.

## Измерение потенциалов
Практическое значение имеют относительные электродные потенциалы, обычно называемые просто электродные потенциалы, представляющие собой разность электродных потенциалов рассматриваемого электрода и электрода сравнения — чаще всего нормального водородного электрода, электродный потенциал которого условно принимается равным нулю (для водных систем).

### Способы устранения омической составляющей при измерении

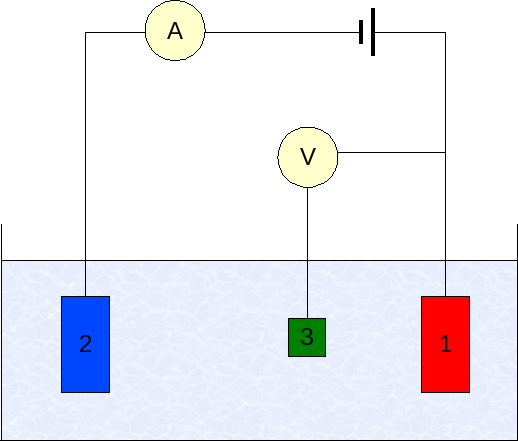
Трёхэлектродная схема

- Компенсационная схема
- Трёхэлектродная схема